# Psittacula finschii
Il parrocchetto testagrigia (Psittacula finschii (Hume, 1874) è un uccello della famiglia degli Psittaculidi. Per alcuni autori è una sottospecie dello P. himalayana; quasi identico a questo, con la testa color ardesia, è diffuso in un areale che va dall'est dell'Himalaya all'Indocina. L'habitat di questo pappagallo è costituito da foreste tra i 650 e i 3800 metri di quota. Ha taglia attorno ai 40 cm.